# Katarina af Medici
Katarina af Medici (født 13. april 1519, død 5. januar 1589) var datter af Lorenzo 2. af Medici fra den herskede Medici-slægt i Firenze og dronning af Frankrig .
Hun blev 1533 gift med hertugen af Orléans, som senere blev Kong Henrik 2. af Frankrig.
Hun blev køligt modtaget ved det franske hof, hvor hendes mand var mere interesseret i sin elskerinde Diane de Poitiers, der med tiden blev Katarinas gode veninde.
Efter 9 års ægteskab fødte hun i 1544 sit første af ti børn. 1560 overtog hun regeringsansvaret efter sin søn Frans 2.'s død. Frans var gift med Marie Stuart, dronningen af Skotland, men der kom ingen børn i det korte ægteskab. Så hendes meget unge søn Karl 9. overtog tronen, og dermed fik hun regeringsansvaret, som hun beholdt frem til 1574.
Hun valgte katolikkernes side i religionsstriden og bar ansvaret for Bartholomæusnattens blodbad den 24. august 1572.

Børn:
- Frans 2. af Frankrig (1544 – 1560; Gift med dronningen af Skotland Marie Stuart)
- Elisabeth af Valois (1546 – 1568; gift med Filip 2. af Spanien)
- Claude af Valois (1547 – 1575; gift med hertugen af Lorraine)
- Ludvig (1549 – 1550)
- Karl 9. af Frankrig (1550 – 1574)
- Henrik 3. af Frankrig (1551 – 1589)
- Margrete af Valois (1553 – 1615; gift med kongen af Navarra, Henrik 3., fra 1589 som Henrik 4. konge af Frankrig)
- Frans Hercule af Anjou (1555 –1584)
- Tvillingerne Victoria og Johanne (1556-1556).